# Hugo Eberhardt (Manager)
Hugo Eberhardt (* 21. Februar 1948 in Landl, Steiermark) war von 1994 bis Februar 2013 Direktor des TÜV Österreich und von 2007 bis Februar 2013 Vorstandsvorsitzender der TÜV Austria Holding AG.

## Ausbildung und Beruf
Eberhardt besuchte das vierte Bundesrealgymnasium in Graz, wo er 1966 maturierte. 1967 begann er das Studium der Technischen Chemie an der Technischen Universität in Graz, das er 1973 mit dem Grad Diplomingenieur abschloss. Von 1973 bis 1977 war er Assistent am Institut für Anorganische Chemie an der TU Graz. 1977 erfolgte seine Promotion mit ausgezeichnetem Erfolg zum Doktor der Technischen Wissenschaften.
1977 trat er in den Technischen Überwachungs-Verein Wien am Standort Wels ein, wo er mit dem Aufbau und der Leitung des Instituts für Umweltschutztechnologie und Technische Chemie betraut wurde.
1990 übernahm er die Leitung der gesamten staatlich autorisierten Versuchsanstalt des Technischen Überwachungs-Vereins Wien in Wien.
1994 wurde Eberhardt zum Leiter/Direktor des TÜV Österreich (vormals Technischer Überwachungs-Verein Wien) bestellt. Nach der von ihm initiierten Umgründung des Unternehmens im Jahr 2007 wurde Eberhardt zum Vorsitzenden des Vorstandes der TÜV AUSTRIA HOLDING AG berufen. In seiner neunzehnjährigen Amtszeit als Direktor respektive Vorstandsvorsitzender hat er mehr als 25 Tochterunternehmen im In- und Ausland gegründet bzw. zugekauft und so die Unternehmensgröße verdreifacht und den Auslandsumsatz von etwa 1 % auf 25 % angehoben. Somit war der TÜV AUSTRIA zu einem international tätigen Konzern aufgestiegen.
Eberhardt hat auch als Kunstmäzen namhafte Künstler wie die Pianisten Paul Badura Skoda oder Jörg Demus in das TÜV Forum eingeladen, um Konzerte im TÜV Forum zu geben. Neben diesen weltbekannten Künstler waren auch viele Künstler eingeladen, um mit Jazz-Konzerten, klassischen Konzerten, Vernissagen und Kabarettabenden ihr Können darzubieten und so eine Brücke von der Technik zur Kunst zu schlagen.
Am 28. Februar 2013 wurde Hugo Eberhardt als Vorstandsvorsitzender der TÜV AUSTRIA HOLDING AG vom Aufsichtsrat nach 36 Jahren intensiver Tätigkeit für den TÜV und nach 19 Jahre an der Spitze des Unternehmens feierlich in den Ruhestand verabschiedet.
Von 2013 bis 2017 erstellte Eberhardt eine umfangreiche Chronik über die Entwicklung des Unternehmens TÜV von der Gründung im Jahre 1872 bis 2017.

## Weitere Funktionen
Seit 1990 war Eberhardt der Vertreter Österreichs in Eurolab (Europäische Dachorganisation von Prüflaboratorien), an dessen Gründung er auch beteiligt war. Nach 25 Jahren aktiven Wirkens wurde Eberhardt anlässlich der Eurolab Generalversammlung in Istanbul feierlich verabschiedet. Er war auch 1991 Mitgründer von austrolab (nationale Vertretung von Eurolab in Österreich) und seither Präsident dieser Gesellschaft. Bis zu seinem Ausscheiden im Jahr 2016 hat er gemeinsam mit mehreren Co-Präsidenten austrolab zu einer wichtigen österreichischen Institution entwickelt.
Eberhardt war seit 1978 aktiv an der nationalen (ON, ASI), europäischen (CEN) und internationalen Normung in den Bereichen Umweltschutz und Konformitätsbewertung beteiligt. Ab 1992 war er Mitglied der Delegation bzw. Delegationsleiter des Österreichischen Normungsinstituts (ON, ASI) in ISO CASCO und arbeitete bis 2014 an wichtigen Normen aktiv mit. Wegen seiner aktiven Rolle in diesem Gremium wurde er auch für 2 Perioden zu Mitglied der „Chairman Policy and Coordination Group“ berufen. Nach verschiedenen Funktionen im CEOC International (seit 1986) wurde er 1999 zum Präsidenten dieser wichtigen internationalen Dachorganisation von unabhängigen Konformitätsbewertungsstellen (Prüfung, Inspektion, Zertifizierung) gewählt. In dieser Funktion arbeitete er bis 2011 intensiv an der Förderung technischer Sicherheit, vor allem auf europäische Ebene, aber auch um die Qualität der damit verbundenen wichtigen Dienstleistungen (Prüfung, Inspektion, Zertifizierung) auf hohem Niveau zu halten. Dazu hielt er intensive Kontakte zu wichtigen europäischen Institutionen.
Im Jahr 2008 erfolgte seine Wahl zum Präsidenten der Österreichischen Gesellschaft für zerstörungsfreie Prüfung – ÖGfZP. Diese Funktion hatte er bis 2016 inne.
Seit 2008 ist Eberhardt Vizepräsident der Gesellschaft der Freunde des Technischen Museums Wien.
2010 wurde Eberhardt als Mitglied in den Präsidialrat des Österreichischen Normungsinstitutes/Austrian Standards International (ASI) aufgenommen. 2019 schied er aus diesem hochkarätigen Gremium aus.

## Ehrungen
Aufgrund seiner Verdienste für die technische Sicherheit wurde ihm im Jahr 2003 der Berufstitel „Technischer Rat“ verliehen.
2009 wurde Eberhardt das Große Ehrenzeichen für Verdienste um die Republik Österreich verliehen.
2011 wurde Eberhardt anlässlich der Generalversammlung in Warschau zum Ehrenpräsidenten von CEOC International, auf Lebenszeit gewählt.
Für seine Leistungen als Präsident von austrolab über 26 Jahre hinweg, wurde Eberhardt 2016 zu Ehrenpräsidenten dieser Vereinigung auf Lebenszeit gewählt.
Eberhardt wurde 2019, nach seinem Ausscheiden aus dem Präsidialrates des Austrian Standards International (ASI), zum Ehrenmitglied dieser Organisation benannt.